# Bapaume
Bapaume (niederländisch: Batpalmen) ist eine französische Kleinstadt mit 3718 Einwohnern (Stand 1. Januar 2022) im Arrondissement Arras, im Département Pas-de-Calais und in der Region Hauts-de-France. Das Adjektiv bzw. der Name der Bewohner lautet Bapalmois.

## Lage
Die Kleinstadt Bapaume liegt etwa 22 Kilometer südlich von Arras und 27 Kilometer westsüdwestlich von Cambrai. Nachbargemeinden von Bapaume sind Favreuil im Norden, Frémicourt und Bancourt im Osten, Riencourt-lès-Bapaume und Beaulencourt im Südosten, Ligny-Thilloy im Süden und Südwesten, Avesnes-lès-Bapaume im Westen sowie Biefvillers-lès-Bapaume im Nordwesten. Durch den Osten der Stadt führen die Autoroute A1 und die Bahn-Hochgeschwindigkeitsstrecke LGV Nord. 

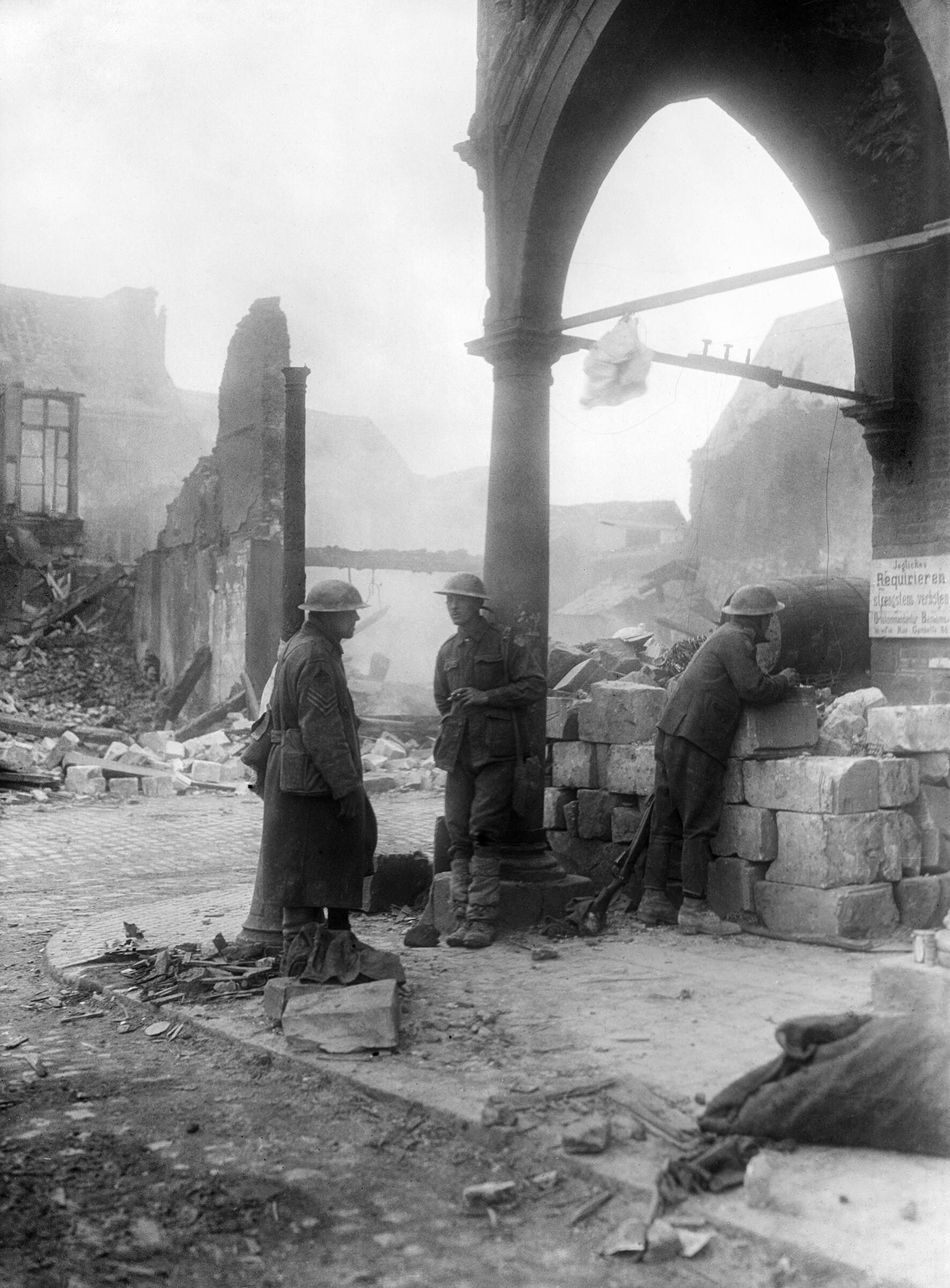
Zerstörungen des Ersten Weltkriegs in Bapaume

## Geschichte
Im Deutsch-Französischen Krieg kam es am 3. Januar 1871 nahe der Stadt zur Schlacht bei Bapaume zwischen der französischen Nordarmee und dem VIII. Armeekorps Preußens, die unentschieden endete. Im Ersten Weltkrieg besetzten deutsche Truppen ab dem 26. September die Stadt. Sie wurde am 17. März 1918 von britischen Truppen besetzt, am 24. März von deutschen Truppen und Ende August von neuseeländischen Truppen (siehe hier).
Sie wurde fast völlig zerstört. Die Region zählte zu den heftig umkämpften Gebieten (u. a. Schlacht an der Somme 1916). Bapaume lag in der zone rouge; nach dem Krieg mussten unzählige Blindgänger, Antipersonenminen, Waffenteile, Leichenteile etc. aus dem Boden entfernt werden.
Das Rathaus (erbaut 1610) wurde 1917 durch einen Sprengkörper der Deutschen (mit Zeitzünder) zerstört und 1935 unter Bürgermeister Abel Guidet wieder aufgebaut.

„Zu den gehässigen Erfindungen gehörten
die Zeitbomben, die man in den Kellern von unbeschädigten Gebäuden vergrub. Sie waren durch eine Metallwand in zwei Teile geteilt. Die eine Kammer war mit Sprengstoff, die andere mit einer Säure gefüllt. Nachdem man diese Teufelseier versteckt hatte, fraß die Säure in wochenlanger Arbeit die Metallwand durch und zündete. Eins von ihnen jagte das Rathaus von Bapaume in die Luft, gerade als sich in ihm die Spitzen der Behörden zu einer Siegesfeier vereint hatten.“

Auf dem Rathausplatz befindet sich seit 2016 ein Gedenkstein an das damalige Fliegerass Oswald Boelcke, der am 28. Oktober 1916 bei Bapaume während eines Luftkampf-Trainings abgestürzt war.
Westlich von Bapaume lag der Flugplatz Bapaume-Grévillers. Bürgermeister Guidet arbeitete in der Résistance mit; er wurde in das KZ Groß-Rosen verschleppt und starb dort am 27. November 1944. Seit 1948 gibt es im Ort ein Denkmal; es zeigt ihn liegend im Moment der Verhaftung. Im Rathaus befindet sich eine Urne mit Erde aus Groß-Rosen und ein Gemälde mit seinem Porträt.
Bevölkerungsentwicklung
| Jahr                       | 1962 | 1968 | 1975 | 1982 | 1990 | 1999 | 2006 | 2014 | 2022 |
| Einwohner                  | 3275 | 3575 | 3689 | 3524 | 3509 | 4331 | 4148 | 3946 | 3718 |
| Quellen: Cassini und INSEE |      |      |      |      |      |      |      |      |      |

## Sehenswürdigkeiten

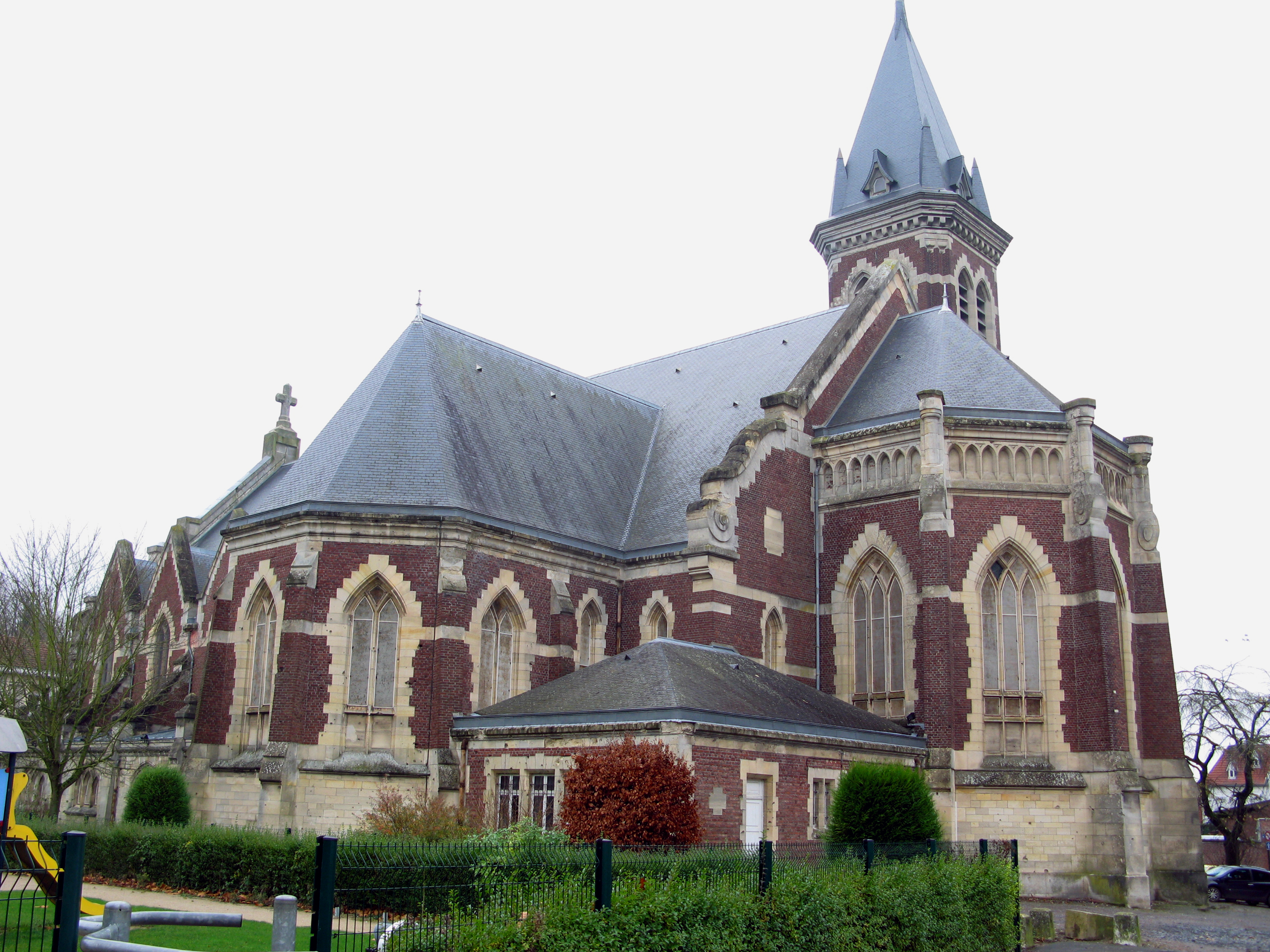
Kirche Saint-Nicolas
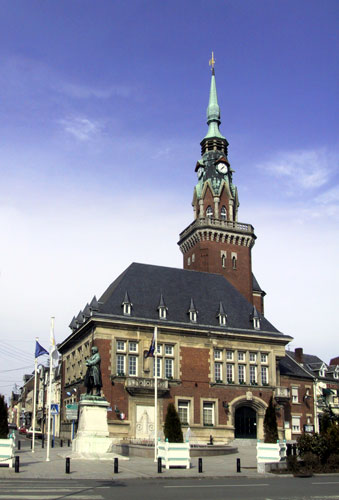
Hôtel de ville (Rathaus) mit Beffroi
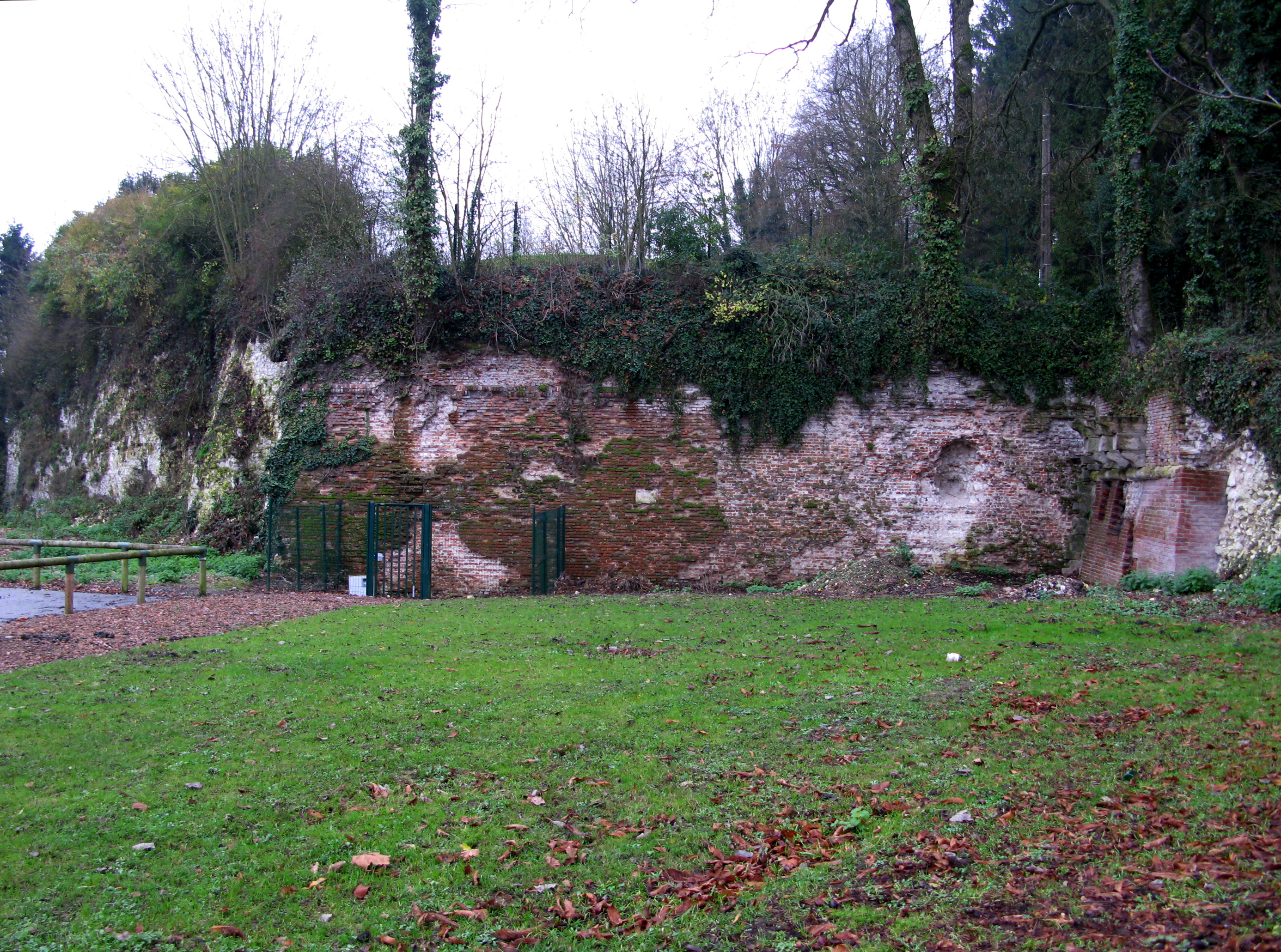
ehemalige Stadtmauer
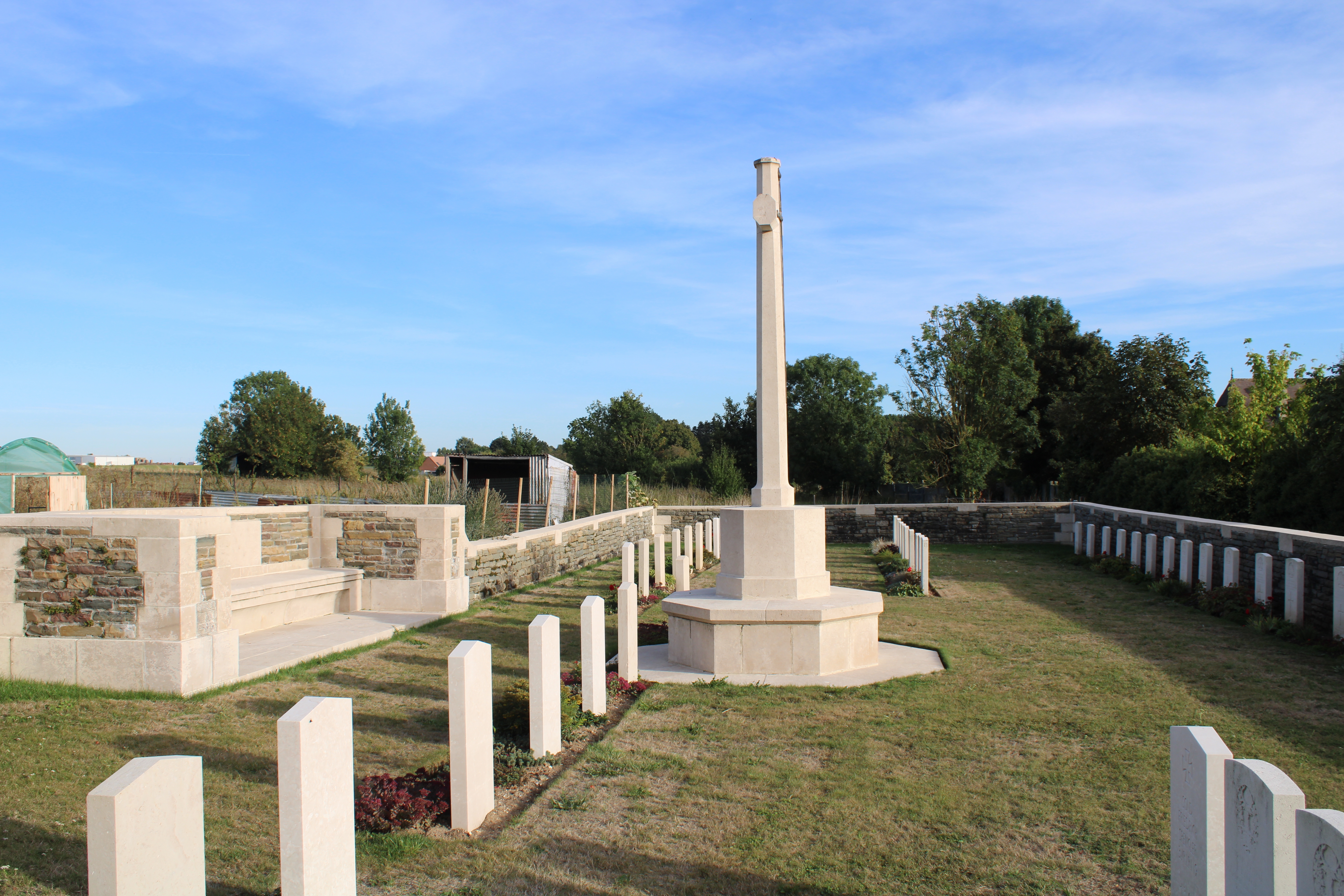
australischer Soldatenfriedhof
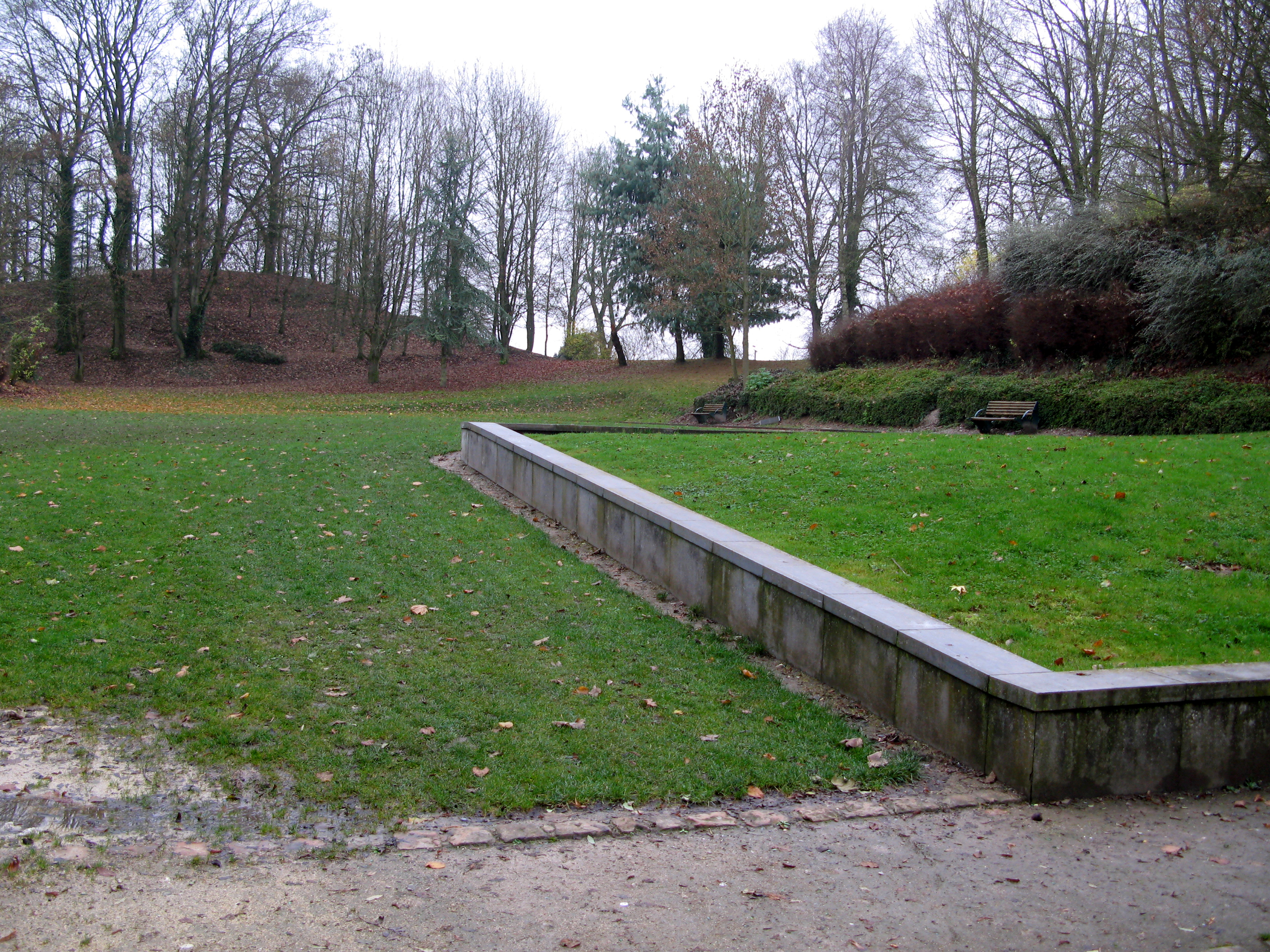
Gelände der ehemaligen Burg
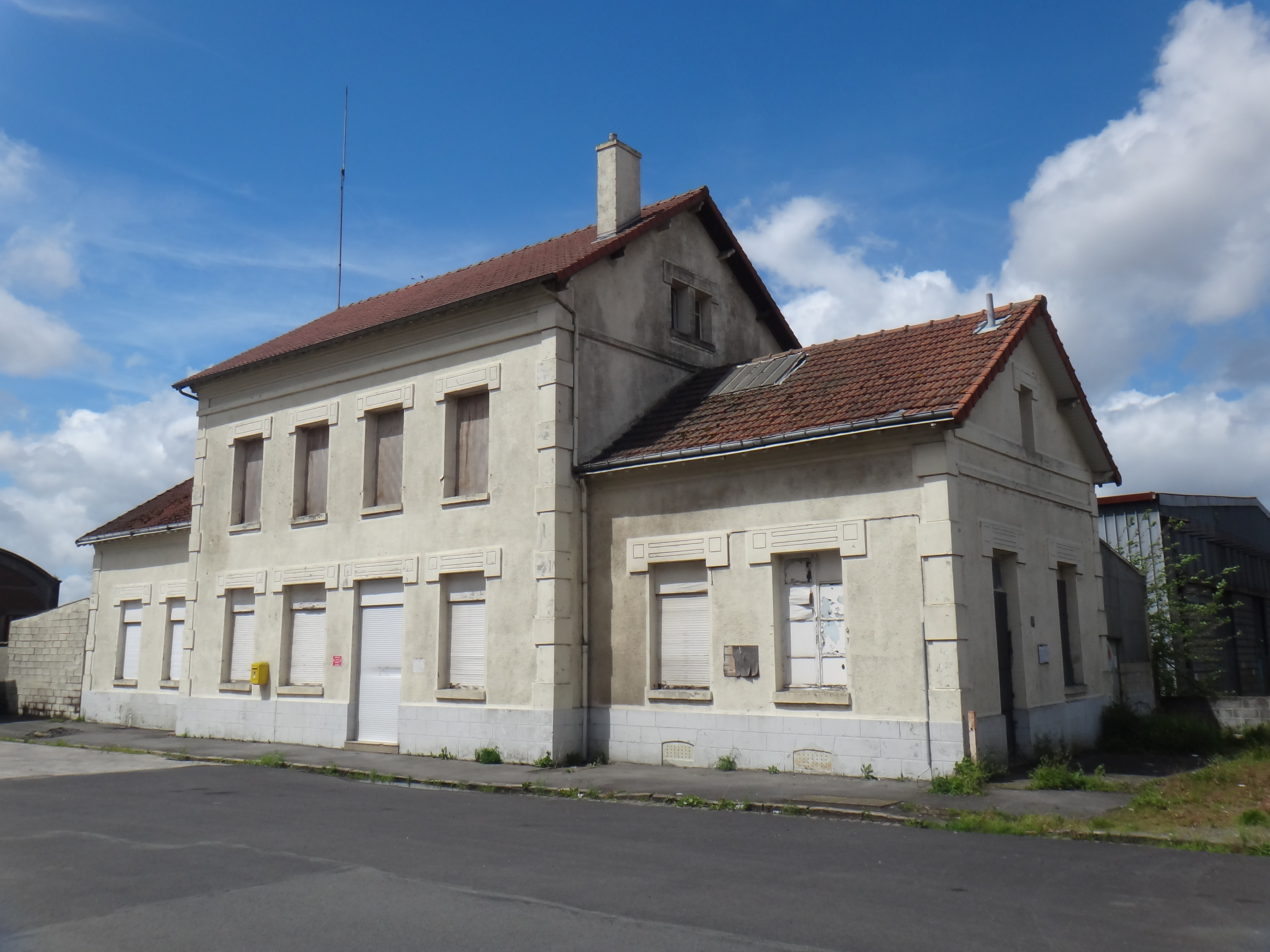
Ehemaliger Bahnhof
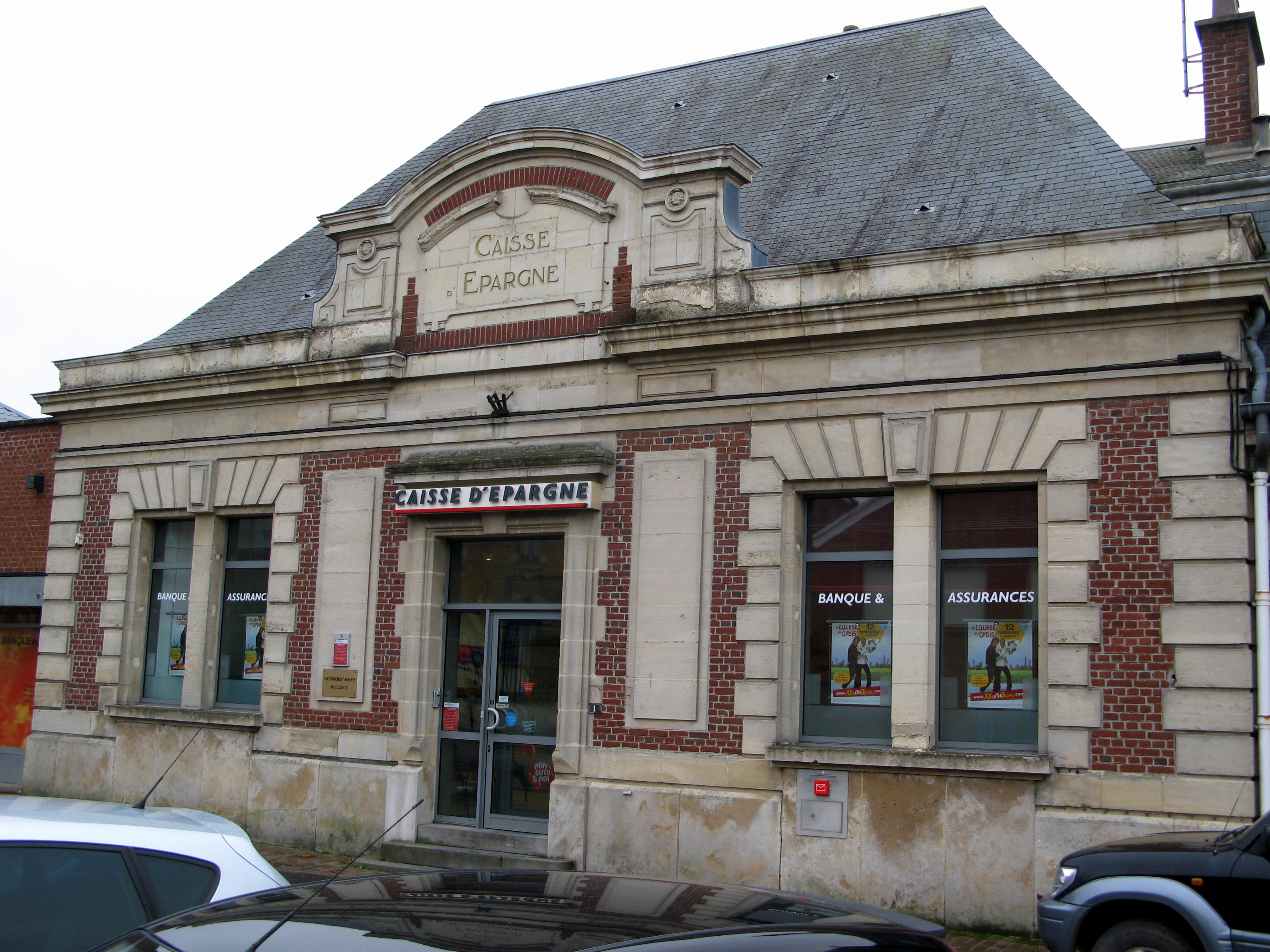
Sparkasse
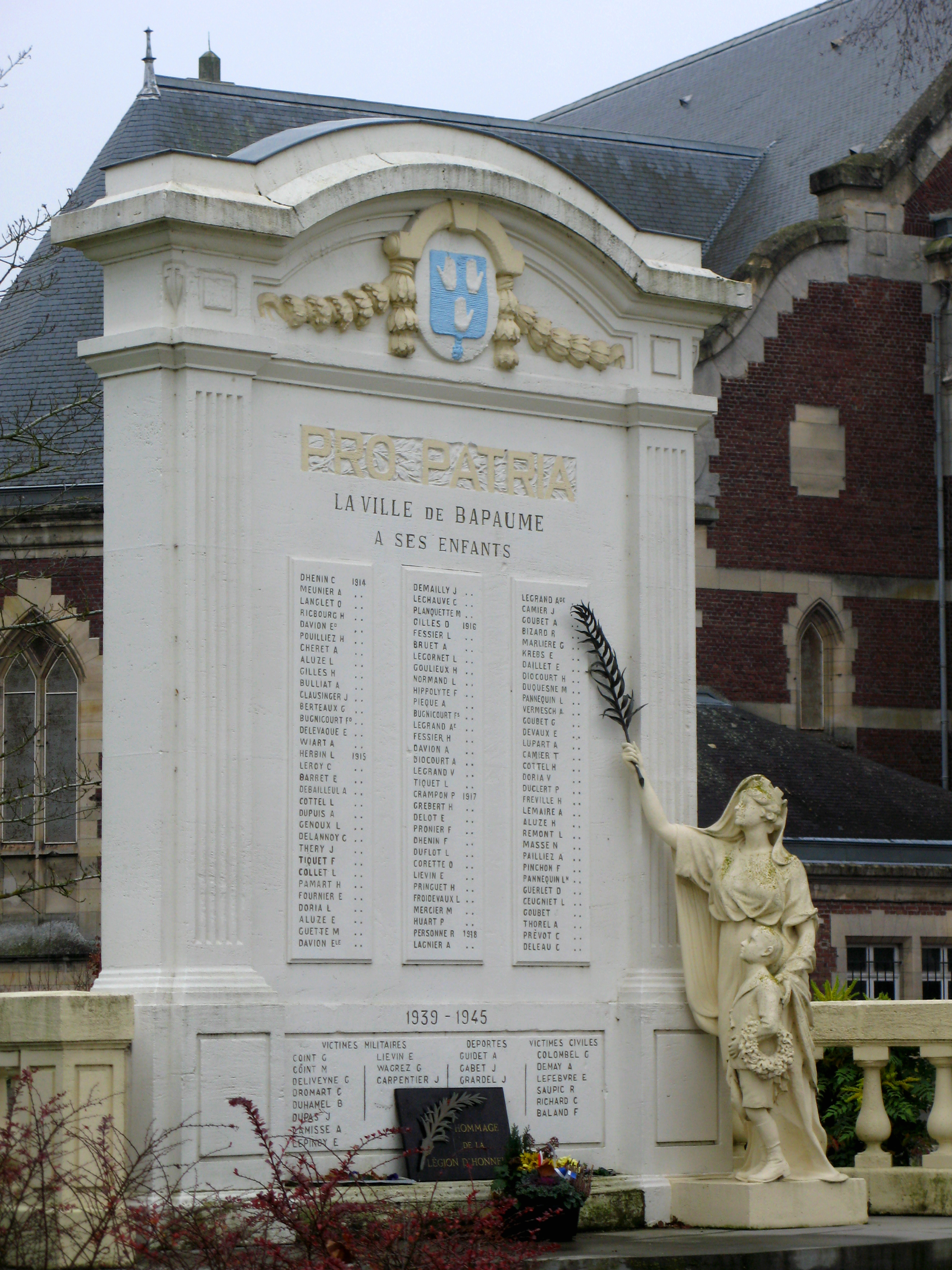
Gefallenendenkmal

- Wasserturm

- Kirche Saint-Nicolas
- Rathaus
- Reste der ehemaligen Stadtmauer
- Australischer Soldatenfriedhof
- Gelände der ehemaligen Burg
- Ehemaliger Bahnhof
- Sparkasse
- Gefallenendenkmal

## Städtepartnerschaften
Bapaume pflegt Partnerschaften mit Moers am Niederrhein und Anstruther in Schottland.